# Клементс, Рон
Рональд Фрэнсис Клементс (англ. Ronald Francis Clements) (род. 25 апреля 1953) — американский аниматор, кинорежиссёр, сценарист и кинопродюсер. Он часто сотрудничает с коллегой-режиссёром Джоном Маскером и наиболее известен как сценарист, продюсер и режиссёр мультфильмов Disney «Великий мышиный сыщик» (1986), «Русалочка» (1989), «Аладдин» (1992), «Геркулес» (1997), «Планета сокровищ» (2002), «Принцесса и лягушка» (2009) и «Моана» (2016).

## Жизнь и карьера
Рон Клементс родился в Су-Сити, Айова, в семье Гертруды (урождённой Жеро) (англ. Gertrude (née Gereau)) и Джозефа Клементса (англ. Joseph Clements).
Клементс начал свою карьеру аниматором в Hanna-Barbera. Через несколько месяцев он был принят в программу развития талантов Disney, тренировочную площадку и мастерскую для аниматоров. После этого он прошёл двухлетнее обучение у знаменитого аниматора Фрэнка Томаса, руководящего аниматора таких мультфильмов Disney, как «Питер Пэн» (1953), «Леди и Бродяга» (1955) и «Коты-аристократы» (1970). Клементс сделал свой полнометражный дебют в качестве аниматора персонажей в мультфильмах «Спасатели» и «Дракон Пита» в 1977 году. В 1981 году он стал руководящим аниматором в мультфильме «Лис и пёс». Будущий партнёр Джон Маскер работал у него аниматором персонажей. Позже Клементс объединился с Маскером в качестве художников по сюжету в мультфильме «Чёрный котёл», прежде чем они были исключены из проекта.
В 1982 году Клементс предложил адаптировать серию детских книг Ив Титус «Бэйзил с Бэйкер-стрит» в художественный мультфильм, и вместе с художником по сюжету Питом Янгом он был представлен Рону Миллеру. Поскольку аниматоры были недовольны тем, в каком направлении движется «Чёрный котёл», в качестве альтернативного проекта был одобрен «Бэйзил с Бэйкер-стрит». Маскер и Барни Мэттинсон были назначены первоначальными режиссёрами, а Дэйв Микенер был привлечён в качестве дополнительного режиссёра. Из-за сокращённого графика производства и многочисленных переписываний сюжета Рой Э. Дисней поручил Мэттинсону стать режиссёром/продюсером, а Клементс был привлечён в качестве ещё одного режиссёра.
Во время работы над «Великим мышиным сыщиком» недавно назначенный главный исполнительный директор и председатель Disney Майкл Айснер и Джеффри Катценберг разослали приглашения аниматорам на их первый сеанс «гонг-шоу». После требования всего пяти новых идей, Клементс пошёл в книжный магазин и обнаружил «Русалочку» Ханса Кристиана Андерсена. Он написал и представил двухстраничную трактовку «Русалочки» руководителю Disney Studios Джеффри Катценбергу на собрании по предложению идеи «гонг-шоу», а также разработал идею «Острова сокровищ в космосе». На сеансе гонг-шоу «Русалочка» была отклонена из-за её сходства с фильмом «Всплеск», а «Планета» была отклонена Айснером, потому что Paramount Pictures разрабатывала продолжение «Звёздного пути» с углом обзора «Остров сокровищ» (которое в конечном итоге так и не было снято). На следующее утро Катценберг подошёл к Клементсу и попросил его расширить свою первоначальную трактовку.
Во время производства «Русалочки» в 1986 году Маскер присоединился к Клементсу, расширив первоначальную трактовку до двадцатистраничного чернового сценария, исключив роль бабушки русалки и расширив роли короля русала и морской ведьмы, а позже к ним присоединились композиторы внебродвейского мюзикла Ховард Эшман и Алан Менкен, которые совместно работали над песнями и музыкальной партитурой. Выпущенная в ноябре 1989 года «Русалочка» была отмечена кинокритиками как веха в возрождении анимации Disney и собрала внутренние валовые сборы в размере 84,3 миллиона долларов, в совокупности получив 211,3 миллионов долларов по всему миру.
Когда работа над «Русалочкой» была завершена, Клементс и Маскер переработали свою идею «Планеты сокровищ», но студия по-прежнему не проявляла интереса. Вместо этого двум режиссёрам предложили три проекта в разработке: «Лебединое озеро», «Король джунглей» и «Аладдин». Режиссёры выбрали «Аладдина», потому что посчитали, что этот сюжет подойдёт для более эксцентричного, динамичного и современного настроения, чем в недавних мультфильмах Disney.
Работая с трактовкой Эшмана и Менкена и музыкальной партитурой, в апреле 1991 года они представили Катценбергу сюжетный ролик, который был категорически не одобрен. Отбросив нескольких персонажей и сюжетные идеи и добавив Теда Эллиота и Терри Россио в качестве соавторов сценария, производственная команда перестроила весь сюжет за восемь дней. Выпущенный в ноябре 1992 года «Аладдин» получил положительные отзывы критиков и стал первым мультфильмом, собравшим внутри страны более 200 миллионов долларов.
После работы над «Аладдином» Клементс вместе с Маскером возобновил работу над «Планетой сокровищ» , от которой снова отказался Катценберг в 1993 году, который не одобрил установку адаптации классической приключенческой сказки в открытом космосе. С двумя режиссёрами была заключена сделка о создании ещё одного коммерческого фильма, прежде чем он утвердит «Планету сокровищ». Отказавшись от проектов в разработке, таких как «Дон Кихот», «Одиссея» и «Вокруг света за 80 дней», они позже были проинформированы о предложении аниматора Джо Хайдара для полнометражного мультфильма о Геркулесе, и подписались на проект.
Во время производства «Геркулеса» в 1995 году Клементс и Маскер подписали семилетний контракт со студией, в котором предусматривалось, что после «Геркулеса» студия будет создавать «Планету сокровищ» или другой проект по их выбору.
В конечном итоге «Планета сокровищ» была одобрена для производства и впоследствии выпущена в 2002 году, что вызвало неоднозначную реакцию критиков. Мультфильм имел плохие кассовые сборы, его создание обошлось в 140 миллионов долларов, при этом он заработал всего 38 миллионов долларов в США и Канаде и чуть меньше 110 миллионов долларов во всём мире. Несмотря на это, он был номинирован на «Лучший анимационный полнометражный фильм» на 75-й церемонии вручения премии «Оскар», что стало их первой номинацией на премию «Оскар».
После «Планеты сокровищ», Клементс и Маскер позже унаследовали «Fraidy Cat» (с англ. — «Трусливый кот»), который изначально был проектом, разработанным голландским режиссёром анимации Питом Круном. Однако «Fraidy Cat» так и не увидел свет, поскольку Дэвид Стейнтон, тогдашний президент Walt Disney Feature Animation, отказался дать проекту зелёный свет. Вскоре за этим последовал уход Клементса и Маскера из Disney в сентябре 2005 года.
Когда в феврале 2006 года Джон Лассетер был назначен главным креативным директором Walt Disney Feature Animation, он пригласил Клементса и Маскера обратно в Disney для наблюдения за производством «Принцессы-лягушки», и в июле следующего года они были официально утверждены в качестве режиссёров. Позднее переименованный в «Принцессу и лягушку», мультфильм получил положительные отзывы и собрал 267 миллионов долларов по всему миру.
После режиссуры «Принцессы и лягушки» Клементс и Маскер начали работу над адаптацией романа Терри Пратчетта «Мор, ученик Смерти», но получение прав на экранизацию помешало им продолжить работу над проектом. Чтобы избежать подобных проблем, они представили три новые идеи, и к 2011 году два режиссёра приступили к разработке фильма на основе оригинальной идеи. В конце 2012 года дуэт объявил, что в будущем они будут снимать новый мультфильм, но они молчат о названии, сюжете и стиле анимации.
В июле 2013 года стало известно, что мультфильм под названием «Моана» будет «полинезийской сказкой с участием островитян и идолов, прославившихся во всем мире». 10 ноября 2014 года Disney подтвердил, что «Моана» выйдет 23 ноября 2016 года.

## Наследие
Короткометражный мультфильм Клементса «Тени Шерлока Холмса» (англ. Shades of Sherlock Holmes) был сохранён Киноархивом Академии в 2012 году.

## Личная жизнь
Клементс женат на Тамаре Ли Глумейс с 25 февраля 1989 года.

## Фильмография

### Полнометражные фильмы
| Год  | Фильм                  | Работа   | Работа    | Работа   | Работа      | Работа | Работа                                                 |
| Год  | Фильм                  | Режиссёр | Сценарист | Продюсер | Аниматор    | Другое | Заметки                                                |
| ---- | ---------------------- | -------- | --------- | -------- | ----------- | ------ | ------------------------------------------------------ |
| 1977 | Спасатели              | Нет      | Нет       | Нет      | Character   | Нет    | в титрах не указан                                     |
| 1977 | Дракон Пита            | Нет      | Нет       | Нет      | Character   | Нет    |                                                        |
| 1981 | Лис и пёс              | Нет      | Нет       | Нет      | Supervising | Нет    |                                                        |
| 1985 | Чёрный котёл           | Нет      | Нет       | Нет      | Нет         | Да     | Дополнительный вкладчик сюжета                         |
| 1986 | Великий мышиный сыщик  | Да       | Сюжет     | Нет      | Нет         | Нет    |                                                        |
| 1989 | Русалочка              | Да       | Да        | Нет      | Нет         | Да     | Различные голоса — в титрах не указан                  |
| 1992 | Аладдин                | Да       | Да        | Да       | Нет         | Да     | Дополнительные голоса — в титрах не указан             |
| 1997 | Геркулес               | Да       | Да        | Да       | Нет         | Нет    |                                                        |
| 2002 | Планета сокровищ       | Да       | Да        | Да       | Нет         | Да     | Разработчик — в титрах не указан                       |
| 2008 | Вольт                  | Нет      | Нет       | Нет      | Нет         | Да     | Особые благодарности                                   |
| 2009 | Принцесса и лягушка    | Да       | Да        | Нет      | Нет         | Нет    |                                                        |
| 2014 | Город героев           | Нет      | Нет       | Нет      | Нет         | Да     | Креативное руководство                                 |
| 2016 | Зверополис             | Нет      | Нет       | Нет      | Нет         | Да     | Креативное руководство                                 |
| 2016 | Моана                  | Да       | Сюжет     | Нет      | Нет         | Да     | Креативное руководство                                 |
| 2018 | Ральф против интернета | Нет      | Нет       | Нет      | Нет         | Да     | Креативное руководство                                 |
| 2019 | Аладдин                | Нет      | Нет       | Нет      | Нет         | Да     | Указан в титрах как «Based on» (с англ. — «На основе») |
| 2019 | Холодное сердце II     | Нет      | Нет       | Нет      | Нет         | Да     | Креативное руководство                                 |
| TBA  | Metal Men              | Да       | Да        | Да       | Нет         | Нет    |                                                        |

### Короткометражные фильмы
| Год  | Фильм                        | Работа   | Работа    | Работа   | Работа   | Работа              | Работа                 | Работа | Работа       | Работа                  |
| Год  | Фильм                        | Режиссёр | Сценарист | Продюсер | Аниматор | Художник по макетам | Дизайнер заднего плана | Другое | Роль         | Заметки                 |
| ---- | ---------------------------- | -------- | --------- | -------- | -------- | ------------------- | ---------------------- | ------ | ------------ | ----------------------- |
| 1972 | Тени Шерлока Холмса          | Да       | Да        | Да       | Да       | Да                  | Да                     | Да     | Шерлок Холмс | Музыкальная аранжировка |
| 1982 | Луау — вечеринка по-гавайски | Нет      | Нет       | Нет      | Нет      | Нет                 | Нет                    | Да     |              | Особые благодарности    |
| 2008 | Jack's Gift                  | Нет      | Нет       | Нет      | Нет      | Нет                 | Нет                    | Да     | Парамедик    |                         |
| 2017 | Мечты о рыбе                 | Да       | Нет       | Нет      | Нет      | Нет                 | Нет                    | Нет    |              |                         |

### Документальные фильмы
| Год  | Фильм                                               | Роль               |
| ---- | --------------------------------------------------- | ------------------ |
| 2007 | История Пиксара                                     | В роли самого себя |
| 2009 | Как разбудить Спящую красавицу                      | В роли самого себя |
| 2018 | Ховард                                              | В роли самого себя |
| 2020 | Вновь за горизонт: За кулисами «Холодного сердца 2» | В роли самого себя |

## Награды и номинации
| Награда                                          | Категория                                                                | Фильм                 | Результат |
| ------------------------------------------------ | ------------------------------------------------------------------------ | --------------------- | --------- |
| Премия Эдгара Аллана По                          | Лучший фильм                                                             | Великий мышиный сыщик | Номинация |
| Премия Ассоциации кинокритиков Лос-Анджелеса     | Лучший анимационный полнометражный фильм                                 | Русалочка             | Победа    |
| Премия Ассоциации кинокритиков Лос-Анджелеса     | Лучший анимационный полнометражный фильм                                 | Аладдин               | Победа    |
| Премия «Энни»                                    | Лучшее индивидуальное достижение: Режиссура в полнометражном фильме      | Геркулес              | Победа    |
| Премия «Энни»                                    | Лучшее индивидуальное достижение: Продюсирование в полнометражном фильме | Геркулес              | Победа    |
| Премия Ассоциации кинокритиков Лос-Анджелеса     | Лучший анимационный полнометражный фильм                                 | Геркулес              | Победа    |
| Премия «Оскар»                                   | Лучший анимационный полнометражный фильм                                 | Планета сокровищ      | Номинация |
| Премия «Энни»                                    | Лучшая режиссура в анимационном полнометражном фильме                    | Планета сокровищ      | Номинация |
| Премия «Оскар»                                   | Лучший анимационный полнометражный фильм                                 | Принцесса и лягушка   | Номинация |
| Премия Афро-американской ассоциации кинокритиков | Лучший сценарий                                                          | Принцесса и лягушка   | Победа    |
| Премия «Оскар»                                   | Лучший анимационный полнометражный фильм                                 | Моана                 | Номинация |
| Альянс женщин-киножурналистов                    | Лучший анимационный полнометражный фильм                                 | Моана                 | Номинация |
| Премия кинокритиков Сиэтла                       | Лучший анимационный полнометражный фильм                                 | Моана                 | Номинация |

## Сотрудничества
Рон Клементс и Джон Маскер пригласили определённых актёров более чем в один из своих фильмов.
| Актёр/Актриса     | Великий мышиный сыщик | Русалочка | Аладдин | Геркулес | Планета сокровищ | Принцесса и лягушка |
| ----------------- | --------------------- | --------- | ------- | -------- | ---------------- | ------------------- |
| Чарли Адлер       |                       | ×         | ×       |          |                  |                     |
| Джек Эйнджел      |                       | ×         | ×       | ×        | ×                |                     |
| Роджер Бампасс    |                       |           |         | ×        | ×                |                     |
| Кори Бёртон       |                       |           | ×       | ×        | ×                | ×                   |
| Джим Каммингс     |                       |           | ×       | ×        |                  | ×                   |
| Кит Дэвид         |                       |           |         | ×        |                  | ×                   |
| Мона Маршалл      |                       |           |         |          | ×                | ×                   |
| Деби Дерриберри   |                       |           | ×       | ×        |                  |                     |
| Пэдди Эдвардс     |                       | ×         |         | ×        |                  |                     |
| Дженнифер Дарлинг |                       | ×         | ×       | ×        | ×                | ×                   |
| Шерри Линн        |                       | ×         | ×       | ×        | ×                |                     |
| Патрик Пинни      |                       | ×         | ×       | ×        | ×                |                     |
| Боб Берген        |                       |           |         | ×        | ×                |                     |
| Фил Проктор       |                       |           | ×       | ×        | ×                | ×                   |
| Фрэнк Уэлкер      | ×                     | ×         | ×       | ×        |                  | ×                   |